# Jurij Szczerbatych
Jurij Wiktorowicz Szczerbatych (ros. Юрий Викторович Щербатых; ur. 22 maja 1955 w Woroneżu) – radziecki, później rosyjski biolog i psychofizjolog, profesor katedry psychologii na uczelni w Woroneżu, autor podręczników dla studentów psychologii.

## Życiorys
W 1985 roku obronił pracę kandydacką. W 2001 uzyskał stopień doktora nauk biologicznych na Petersburskim Uniwersytecie Państwowym. W latach 1995–2001 zajmował się badaniem stresu.

## Twórczość artystyczna
W roku 2007 wziął udział w wystawie malarstwa „Świat oczami lekarzy” (ros. Мир глазами врачей), prezentując swoje obrazy poświęcone układowi nerwowemu człowieka.

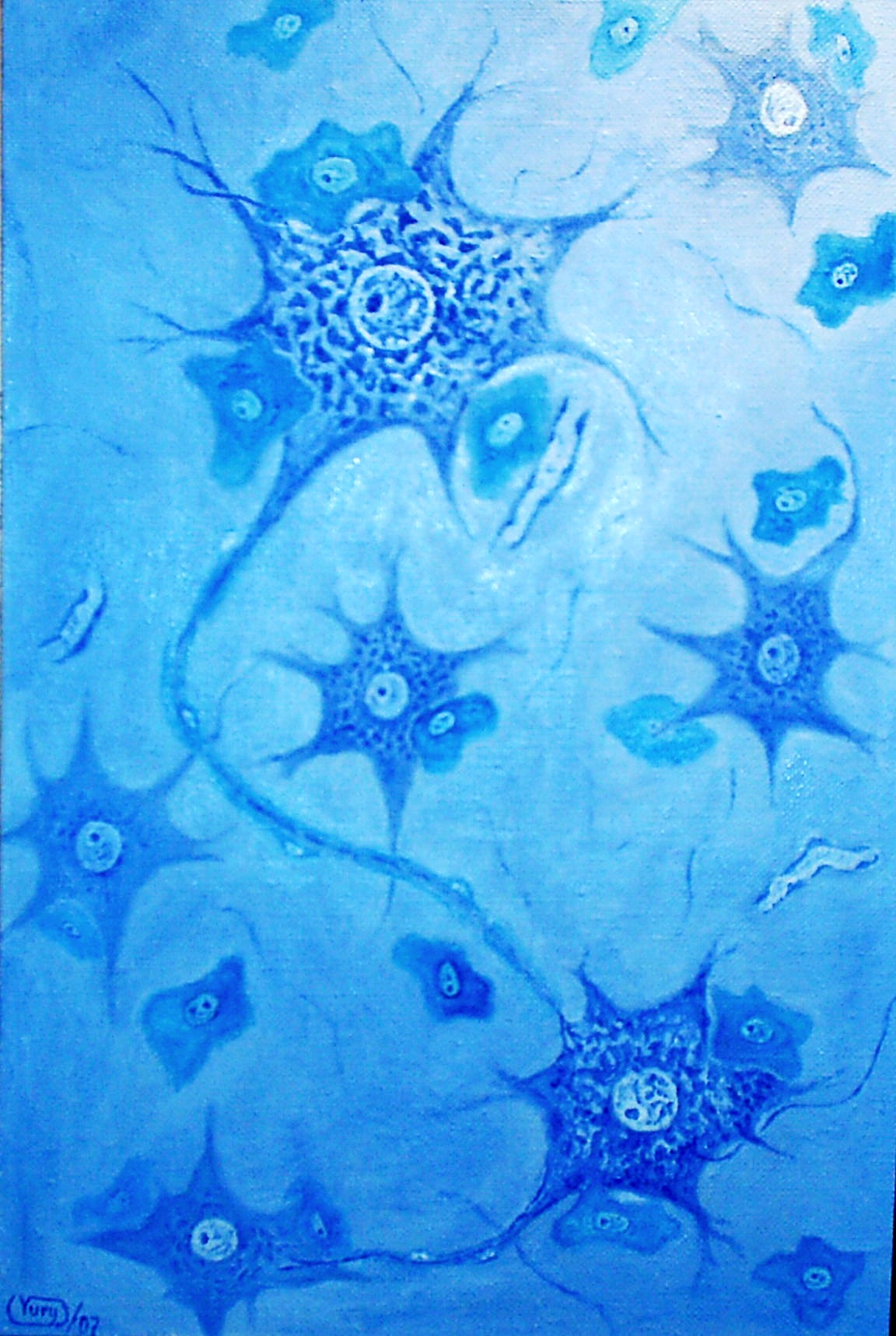
Niebieski rozumny ocean, malarz Jurij Szczerbatych
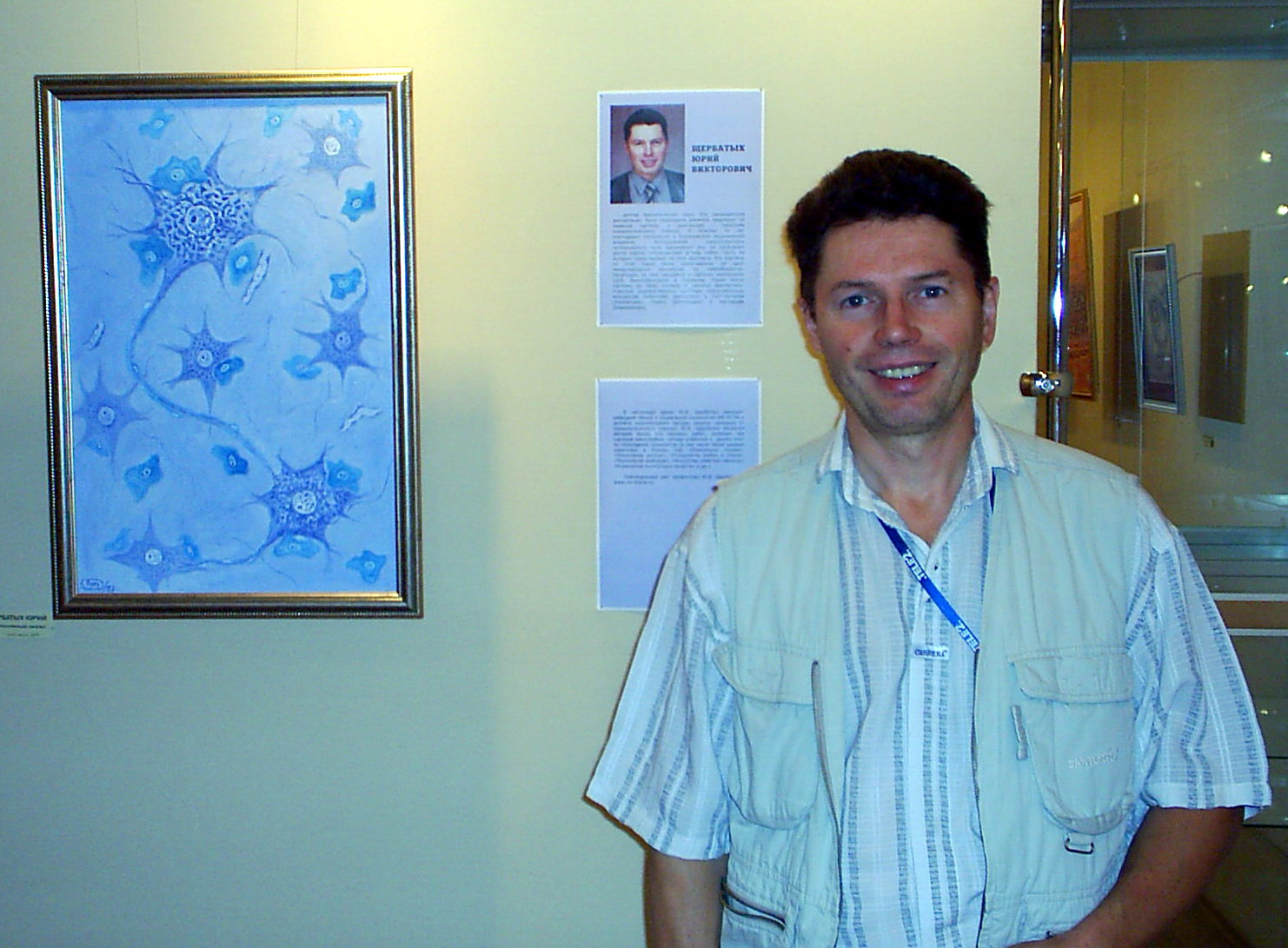
Jurij Szczerbatych na wystawie „Świat oczami lekarzy” (Woroneż)

## Publikacje
Dorobek Jurija Szczerbatych obejmuje liczne prace naukowe i popularnonaukowe, w tym książkę z zakresu seksuologii Psychologia miłości i seksu (ros. Психология любви и секса).